# Андрєєвка (Оргіївський район)
Андрєєвка (рум. Andreevca) — село в Оргіївському районі Молдови. Входить до складу комуни, адміністративним центром якої є село Кіперчень.

## Населення
За даними перепису населення 2004 року у селі проживали 259 осіб.
Національний склад населення села:
| Національність       | Кількість осіб | Відсоток |
| -------------------- | -------------- | -------- |
| молдавани            | 230            | 88,8%    |
| українці             | 27             | 10,4%    |
| гагаузи              | 1              | 0,4%     |
| інша / без відповіді | 1              | 0,4%     |
| Всього               | 259            | 100%     |